# La mujer frente al amor
La mujer frente al amor era una telenovela argentina producida y dirigida para Canal 9 (hoy Elnueve) en 1978. Fue protagonizada por Nora Massi y Jorge Mayorano. Además contó con las participaciones estelares de Adriana Alcock, Christian Bach, Arturo Bonín y Gerardo Romano.

## Elenco
- Nora Massi - Estela
- Jorge Mayorano - Ricardo
- Adriana Alcock - Mercedes
- Christian Bach - Patricia
- Arturo Bonín - Nacho
- Gerardo Romano - Henry Selton
- Osvaldo Brandi - Raúl Aponte
- Stella de la Rosa - Graciela
- Alfredo Duarte - Clark
- Oscar Ferreiro
- Rubén Green - Antonio
- Gabriel Laborde - Domínguez
- Soledad Marcó - Paulina
- María Maristany - Juana
- Paquita Más - Rosa
- Esteban Massari - Eduardo
- Silvia Merlino - Valeria
- Jorge Morales - Inspector Lara
- Mirtha Moreno - Martha
- Juan Carlos Palma - Marcos Gaspar
- Ana María Palumbo - Irene
- Cristina Tejedor - Luli

## Equipo de producción
- Historia: Celia Alcántara
- Dirección: Juan David Elicetche